# Może tak, może nie
Może tak, może nie – drugi solowy album związanej z grupą Pod Budą krakowskiej artystki Anny Treter i jej stałego zespołu, który ukazał się we wrześniu 2005 roku i został wydany przez Polskie Radio. Zawiera 13 piosenek, do których muzykę napisali Jan Hnatowicz i Tomasz Hernik. Teksty napisała Anna Treter. Tak jak i na poprzednim albumie, znajduje się tu jeden utwór z tekstem i muzyką Jana Hnatowicza. Inny utwór jest coverem piosenki Paula i Mike’a Bolgera z tekstem polskim Anny Treter. Solistce towarzyszy tym razem wokalista Kuba Badach. Nagrań dokonano w Studiu S-4 Polskiego Radia w Warszawie w kwietniu i maju 2005. Płytę promował singiel z piosenką „Byle dobrze było nam” a kolejnym singlem stał się utwór „Ćmy barowe”.

## Lista utworów
1. Godziny (muz. Jan Hnatowicz, sł. Anna Treter) – 4:08
2. Może tak, może nie (muz. Jan Hnatowicz, sł. Anna Treter) – 4:54
3. Byle dobrze było nam (muz. Jan Hnatowicz, sł. Anna Treter) – 4:22
4. Ćmy barowe (muz. Tomasz Hernik, sł. Anna Treter) – 3:26
5. Czas, czas (muz. Jan Hnatowicz, sł. Anna Treter) – 4:02
6. Stary film (muz. Jan Hnatowicz, sł. Anna Treter) – 4:47
7. Piosenka na szary dzień (muz. Jan Hnatowicz, sł. Anna Treter, T.W. Krawczyk) – 4:09
8. Lecę tam (muz. i sł Paul Bolger & Mike Bolger, sł. polskie Anna Treter) – 3:58
9. Czwarta B. (muz. Jan Hnatowicz, sł. Anna Treter) – 3:50
10. Piosenka wieczorna (muz. i sł. Jan Hnatowicz) – 4:21
11. Za jakiś czas (muz. Jan Hnatowicz, sł. Anna Treter) – 4:42
12. Czy ten chłopak... (muz. Jan Hnatowicz, sł. Anna Treter) – 3:32
13. Zima 2005 (muz. Jan Hnatowicz, sł. Anna Treter) – 4:26

## W nagraniach udział wzięli
- Anna Treter – śpiew, instr. klawiszowe (10)
- Wojciech Bobrowski – gitary basowe
- Tomasz Hernik – akordeon, puzon, sequencer, aranżacja (4, 8, 12)
- Jan Hnatowicz – gitary akustyczne, elektryczne, dobro, gitara basowa (11)
- Artur Malik – perkusja, instr. perkusyjne
- Adam Niedzielin – fortepian, Fender piano, Hammond, instr. klawiszowe

oraz gościnnie:
- Kuba Badach – śpiew (1, 2, 5, 8, 13)

Produkcja: Anna Treter
Produkcja muzyczna: Leszek Kamiński, Jan Hnatowicz
Reżyseria nagrań, mix i mastering: Leszek Kamiński
Redaktor nagrania: Gina Komasa
Kierownik produkcji: Elżbieta Pobiedzińska